# Dichanthelium cumbucana
Dichanthelium cumbucana là một loài thực vật có hoa trong họ Hòa thảo. Loài này được (Renvoize) Zuloaga mô tả khoa học đầu tiên năm 2003.